# Ivan Marinković
Ivan Marinković (in serbo Иван Маринковић?; Belgrado, 27 novembre 1993) è un cestista serbo.

## Carriera
Con la Nazionale Under-20 serba ha disputato i FIBA EuroBasket Under-20 2012 e quelli 2013.

## Palmarès
- Campionato sloveno: 2

Primorska: 2018-19
Cedevita Olimpija: 2020-21
- Coppa di Slovenia: 1

Primorska: 2019
- Supercoppa slovena: 2

Primorska: 2019
Cedevita Olimpija: 2020